# Michael A. Harrison
Michael Alexander Harrison est un informaticien et, en particulier, un pionnier dans le domaine de la théorie des langages formels.

## Carrière
Michael A. Harrison, né à Philadelphie, en Pennsylvanie, étudie le génie électrique et l'informatique pour son B. Sc. et M. Sc., puis il obtient en 1963 un Ph. D. en sciences de la communication à l'université du Michigan sous la direction de Harvey Garner avec une thèse intitulée « Combinatorial Problems in Boolean Algebras and Applications to the Theory of Switching ». Il commence à enseigner à l'université du Michigan pendant ses années de préparation de thèse, puis il rejoint le département de génie électrique à l'université de Californie à Berkeley. Il est professeur assistant de 1963 à 1966, professeur associé de 1966 à 1971, et professeur titulaire de 1971 à 1994.
En 1995, Il est professeur émérite et aussi professeur à l'école de graduation de Berkeley.

## Activités de recherche
Dans les années 1960, Michael A. Harrison travaille dans un groupe de recherche formé et dirigé par Seymour Ginsburg, groupe qui comporte notamment Sheila Greibach, Gene Rose, Edwin H. Spanier et Joe Ullian. Cette équipe travaille en théorie des langages formels et jette les bases d'une théorie qui fait maintenant partie des bases de l'informatique théorique, avec des applications en linguistique et dans les langages de programmation.
En 1975, il développe le modèle HRU (appelé ainsi d'après ses auteurs Harrison, Walter L. Ruzzo et Jeffrey Ullman), un modèle de contrôle d'accès discrétionnaire, à base de matrice d'accès.
Avec Pehong Chen (en), alors son étudiant en Ph. D. à l'université de Californie à Berkeley, il fonde une entreprise appelée « Gain Technology » pour un système multimédia pour des stations Unix. Cette société est rachetée par Sybase en 1992.

## Ouvrages en théorie des langages formels
- (en) Michael A. Harrison, Introduction to formal language theory, Reading, Mass., Addison-Wesley, 1978, xiv+594 (ISBN 0-201-02955-3, OCLC 266962302, MR 0526397)
- (en) Michael A. Harrison, Lectures on linear sequential machines, New York-Londres, Academic Press, 1969, x+210 (ISBN 0-12-327750-7, MR 0285308)
- (en) Michael A. Harrison, Introduction to switching and automata theory, New York-Toronto-Londres, McGraw-Hill, 1965, xvii+499 (ISBN 978-0-07-026850-0, MR 0186503)